# DRB Baureihe 52
De Baureihe 52 is een serie stoomlocomotieven van de Deutsche Reichsbahn, die vanaf 1942 in grote aantallen werden gebouwd als Kriegslokomotive (oorlogslocomotief) om te kunnen voorzien in de logistieke behoeften van de Wehrmacht gedurende Tweede Wereldoorlog. Deze serie moet niet worden verward met de DB-serie 052 - de in 1968 met computernummer omgenummerde exemplaren van de serie 050.

## Constructie
De locomotieven zijn ontworpen met de serie DRB Baureihe 50 als voorbeeld. Ze waren bedoeld om zware goederentreinen tot 1.200 ton op diverse trajecten in Duitsland en de bezette gebieden, dus ook op nevenlijnen met slecht aangelegd spoor, met 65 km/uur te kunnen trekken. Om zo snel mogelijk aan de wensen van de Wehrmacht te kunnen voldoen werd zoveel mogelijk bezuinigd en vereenvoudigd ten opzichte van de serie 50. Koperen en messing onderdelen werden zo weinig mogelijk toegepast; in plaats daarvan werd staal gebruikt. Dit proces begon al bij de bouw van de serie 50, die men dan ook wel Übergangskriegslokomotive of BR 50 ÜK noemde.
Doordat de locomotief zo eenvoudig mogelijk opgebouwd werd, kon er in korte tijd een grote serie van gemaakt worden. Men schat dat er uiteindelijk meer dan 7.000 stuks zijn gebouwd. De eerste locomotieven van deze serie werden gebouwd in 1942. Ze waren drie ton lichter dan de serie 50, dus de asdruk van 15 ton verminderde nauwelijks. Het frame bestond uit gewalste staalplaten. Sommige locomotieven kregen de barframes van overgebleven Baureihe 50-locomotieven. De drijfstangen werden uit gewone H-profielen samengesteld, waar de lagerhouders aan werden vastgemaakt. Later kregen de locomotieven ook eenvoudige windleiplaten van het type Witte-windleibladen, deze waren bedoeld om neerslaan van rook te voorkomen die het zicht van de machinist kon belemmeren.
Een aantal locomotieven werd later in het kader van het Rekonstruktions Programm van de Oost-Duitse Deutsche Reichsbahn omgebouwd tot Baureihe 52.80. Ze kregen hierbij onder andere een andere ketel, cilinders, appendages en een ander machinistenhuis. Deze locomotieven hadden slechte rijeigenschappen als losse loc of met een zeer lichte trein, doordat de stoomschuiven dan niet goed functioneerden. Dit heeft men pas in de jaren tachtig bij enkele locs enigszins kunnen verbeteren.

## Tender
De locs werden over het algemeen uitgerust met een Wannentender type 2'2' T 30, de eerste exemplaren ook met het type Wiener Steifrahmentender 4 T 30 met stijfgelagerde assen. Voor de locomotieven DRG BR 52 1850 - 2027 die dienstdeden op het tot normaalspoor omgebouwde Russische breedspoor, en lange afstanden moesten afleggen, ontwikkelde men twee types condenstenders die de afgewerkte stoom tot voedingswater konden verwerken. Ook is een aantal locomotieven gekoppeld aan de standaard T 34 tender. Met deze tenders werden de locs echter te lang voor de 20 meter lange draaischijven in Duitsland. Bij de Oost-Duitse DR zijn ook nog tenders ontwikkeld voor het stoken van kolenpoeder.

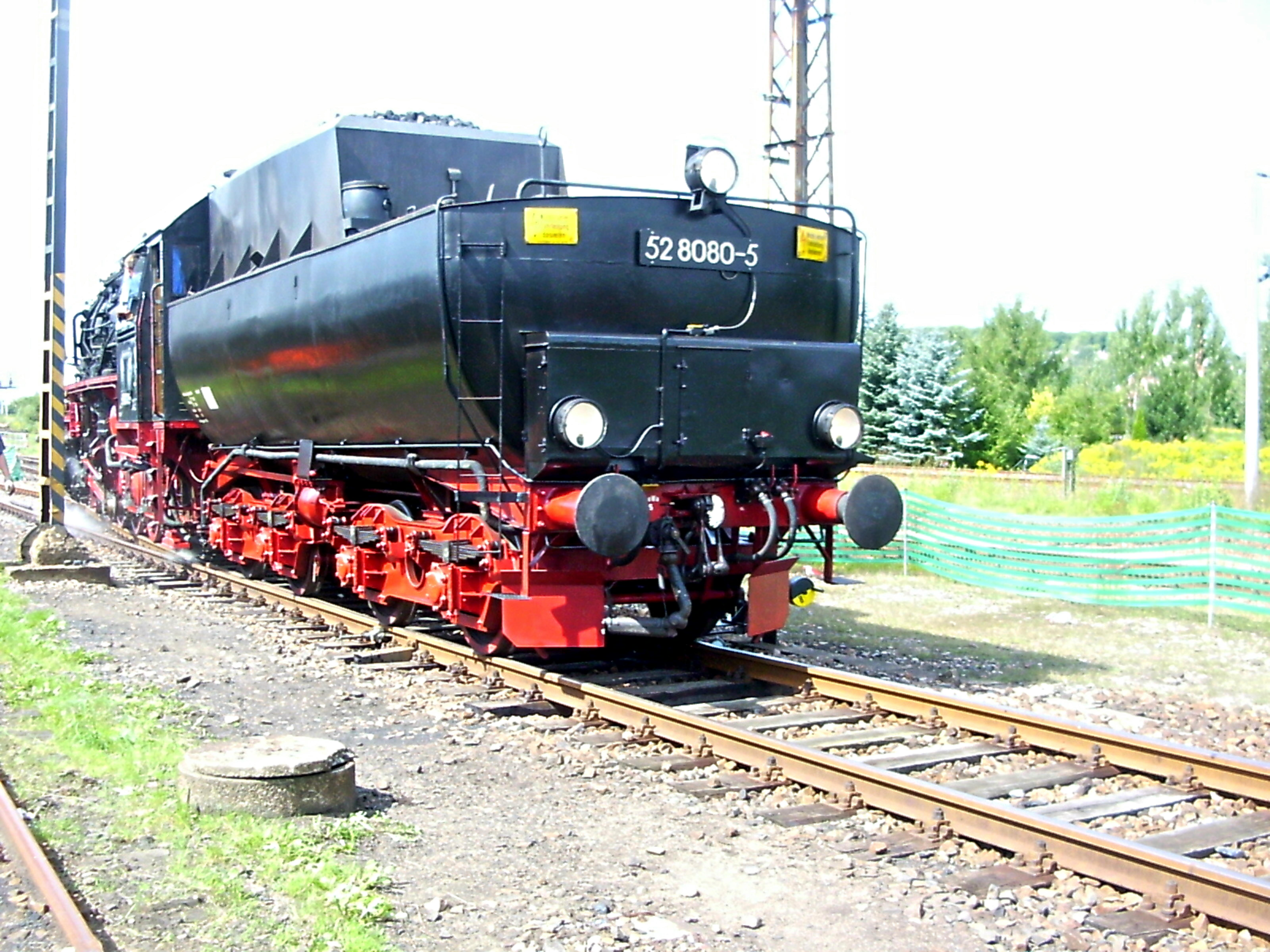
Tender van Br 52

## Inzet
De locomotieven uit de serie 52 werden doorgaans gebruikt om middelzware goederentreinen te rijden. Indien nodig reden ze ook wel personentreinen door hun maximumsnelheid van 80 km/uur. In dubbeltractie of voorspan konden ook de zwaarste goederentreinen worden vervoerd. Bij de Oost-Duitse spoorwegen hebben ze tot het eind van het stoomtijdperk in de jaren negentig dienstgedaan, ondanks het feit dat bij het ontwerp van deze serie rekening werd gehouden met een relatief korte levensduur van ongeveer vijf jaar.
Merkwaardig is het lot van de bedrijfsvaardige Oost-Duitse loc BR 52 8134. Deze loc werd na oprichting van DB-AG toch nog van het niet geheel correcte nummer 052 134-4 voorzien, ruim 17 jaar na de ontstoming van de DB. Op 6 november 1994 werd deze loc na een laatste rit afgevoerd.

## De BR 52 als museumloc
Een aantal locs en dan vooral BR 52.80 is terechtgekomen bij diverse spoorwegmusea in verscheidene Europese landen.
In Nederland zijn op dit moment negen stoomlocomotieven van de serie bewaard gebleven. In de jaren negentig stond stoomloc BR 52 8091-2 als statisch object bij het AMC te Amsterdam. Deze loc is na klachten weggehaald en staat nu bij de VSM.

De Stichting Stadskanaal Rail (S.T.A.R.) te Stadskanaal bezit een Russische versie van de serie 52, de TE-5933. Deze locomotief bevond zich in het Bw Posen en is na de Tweede Wereldoorlog in de Sovjet-Unie terechtgekomen maar niet herspoord naar het Russische breedspoor. De loc is met de grote rode ster op de kleine rookkastdeur en wit geschilderde wielbanden een opvallende verschijning.

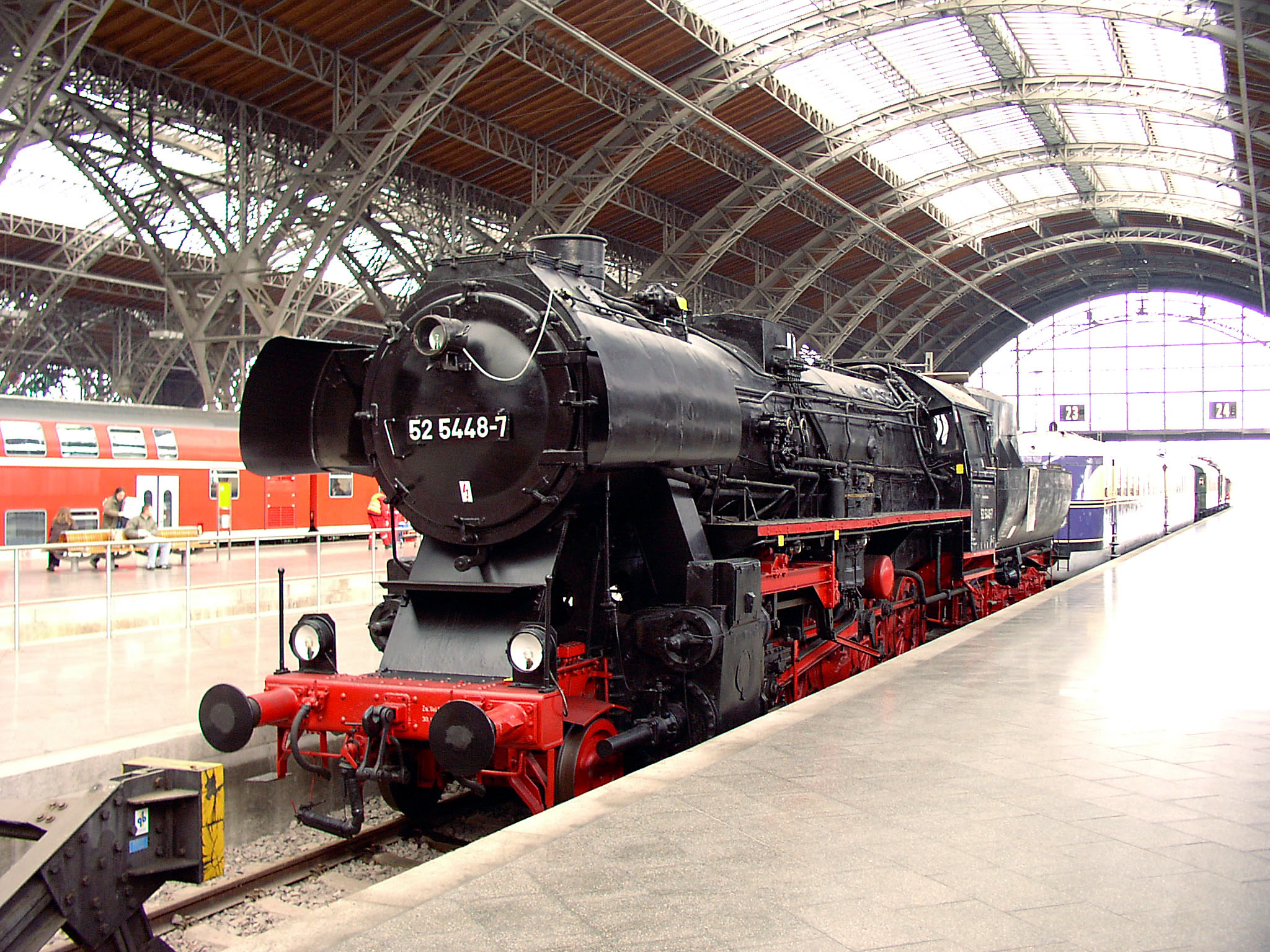
Museumlocomotief 52 5448 in het Hauptbahnhof Leipzig.

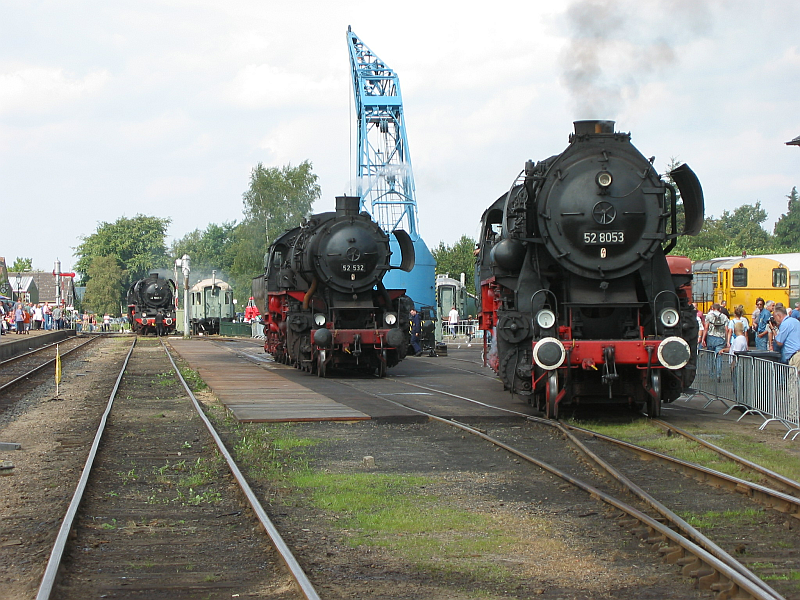
De loc's 52 532 en 52 8053 van de VSM te Beekbergen.

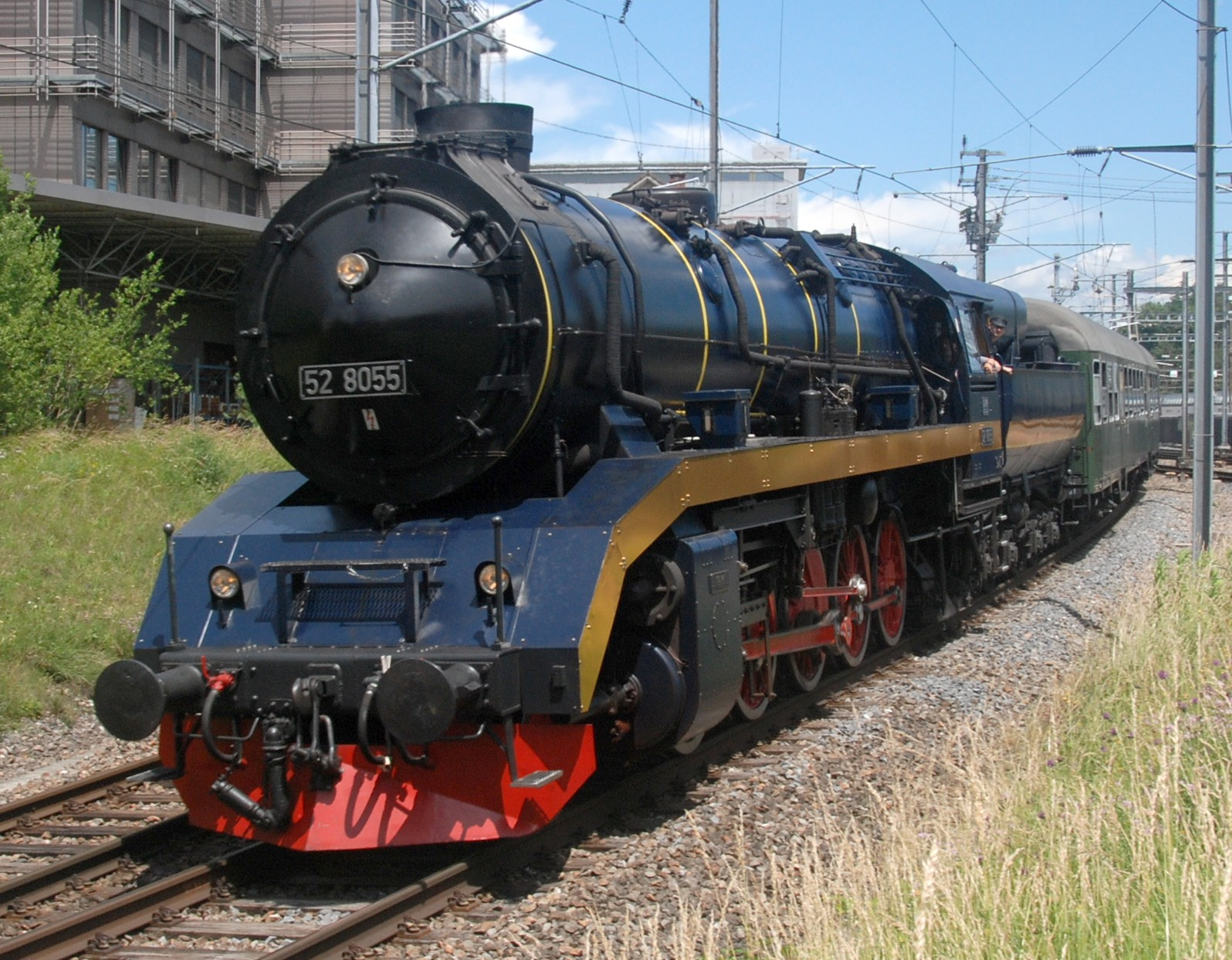
52 5088

De VSM bezit zes locomotieven van de serie 52/52.80. Hieronder bevindt zich een van de ÖBB afkomstige variant. Ze is in de grijze kleurstelling van de Wehrmacht geschilderd. Lang niet alle exemplaren van de bij de VSM aanwezige locomotieven zijn bedrijfsvaardig.

## Fabrikanten en aantallen
Doordat de Baureihe 52 een zeer eenvoudig te bouwen locomotief was, werden vrijwel alle locomotieffabrieken in Duitsland en de bezette gebieden ingeschakeld voor de productie. Hieronder een tabel met wellicht niet altijd correcte aantallen per fabrikant.
| Fabrikant                                                                                                   | plaats | Aantal |
| --- | --- | ------ |
| Floridsdorf                                                                                                 | Wenen | 1.053  |
| Henschel-Werke                                                                                              | Kassel | 1.050  |
| Berliner Maschinenbau AG (BMAG)                                                                             | Berlijn | 647    |
| Krauss-Maffei                                                                                               | München | 613    |
| Borsig | Berlijn | 542    |
| Schichau-Werke                                                                                              | Elbing | 505    |
| Maschinenbau und Bahnbedarfs AG (MBA) (onderdeel van Orenstein & Koppel)                                    | Babelsberg                                                                                                  | 400    |
| H. Cegielski – Poznań (HCP)                                                                                 | Posen | 314    |
| Fablok | Chrzanów | 264    |
| Esslingen                                                                                                   | Esslingen                                                                                                   | 250    |
| Jung | Jungenthal, Kirchen                                                                                         | 231    |
| Škoda | Pilsen | 153    |
| Grafenstaden                                                                                                | Straatsburg                                                                                                 | 139    |
| Geschat aantal gebouwde locomotieven (het is niet bekend hoeveel er gebouwd zijn na de Tweede Wereldoorlog) | Geschat aantal gebouwde locomotieven (het is niet bekend hoeveel er gebouwd zijn na de Tweede Wereldoorlog) | 6.295  |

## Foto's

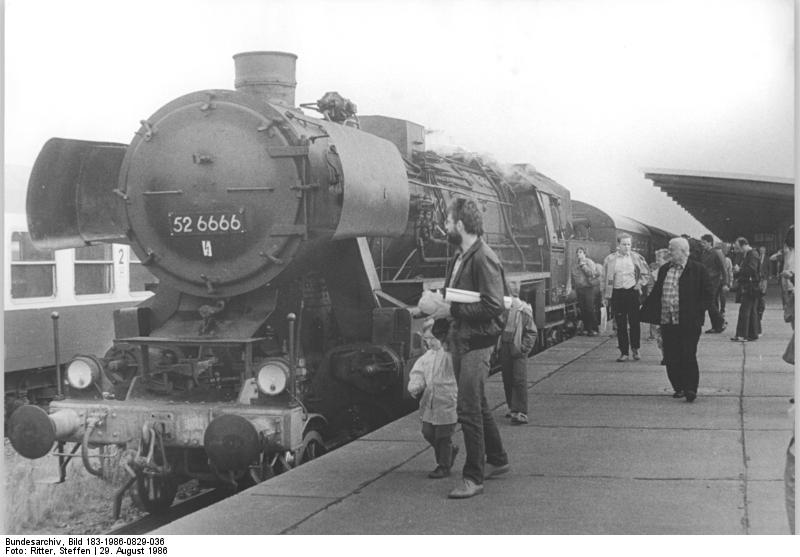
Loc 52 6666 te Berlijn
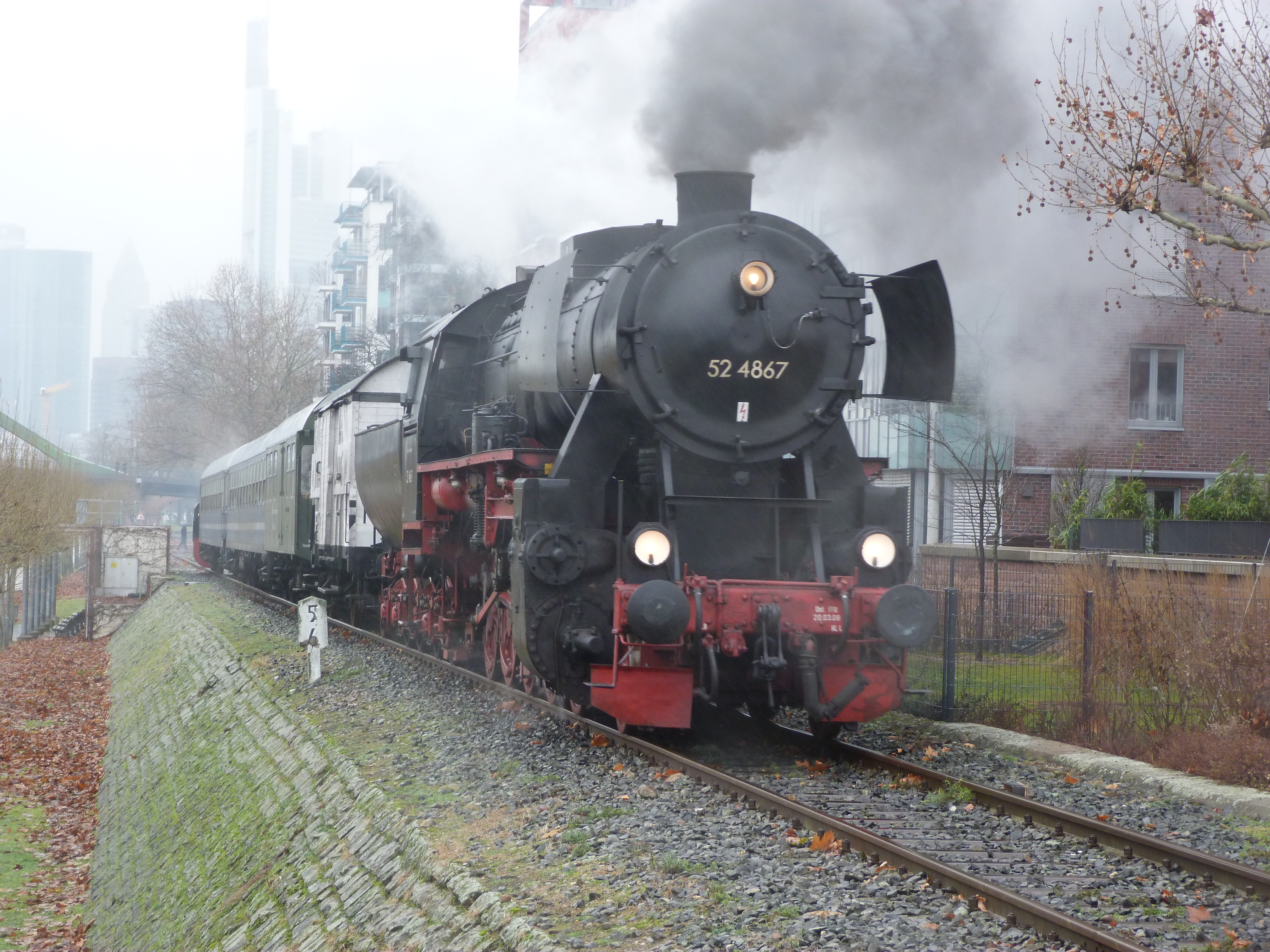
Loc 52 4867 bij de Historische Eisenbahn Frankfurt
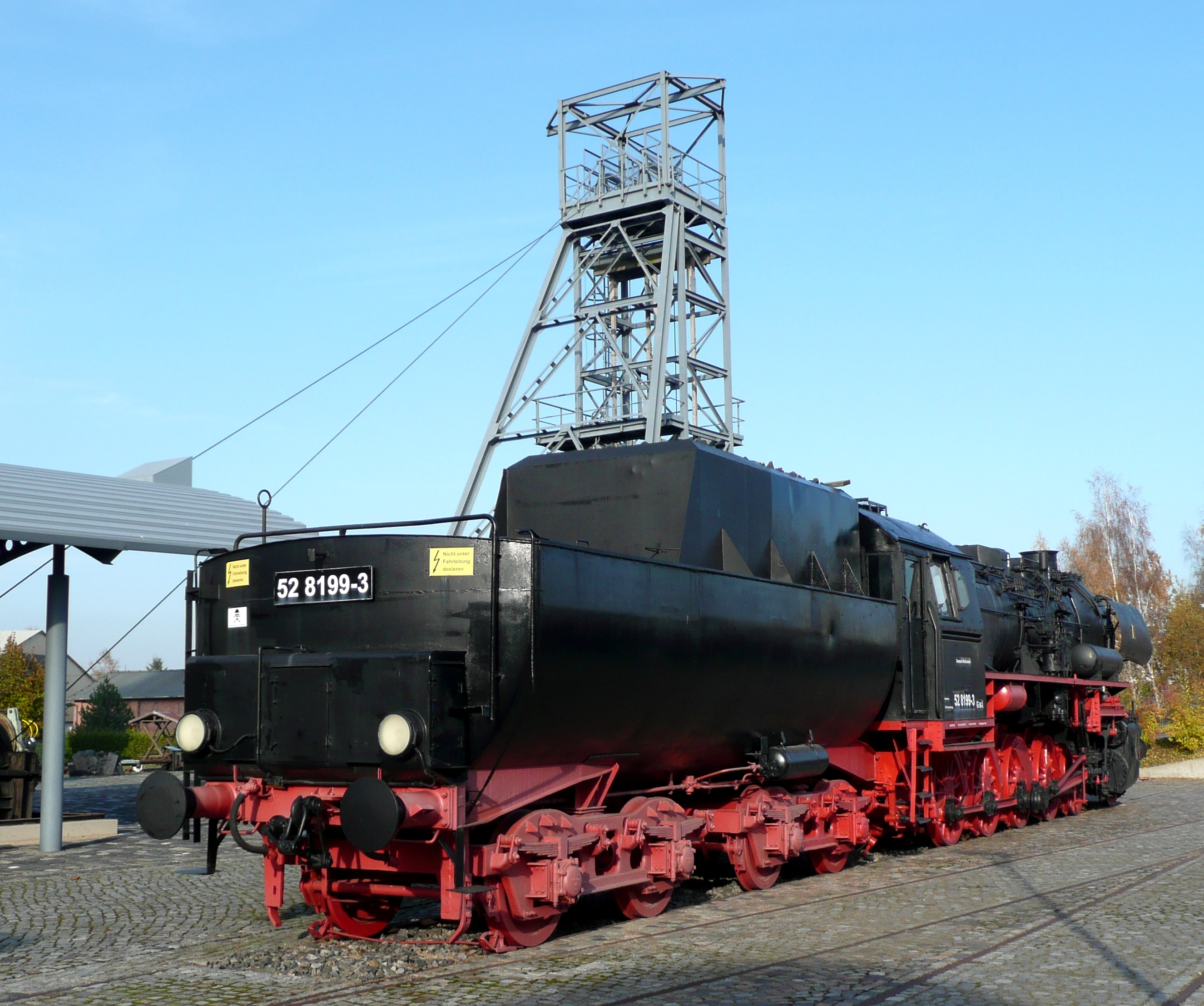
Loc 52 8199 met Wannentender te Oelsnitz
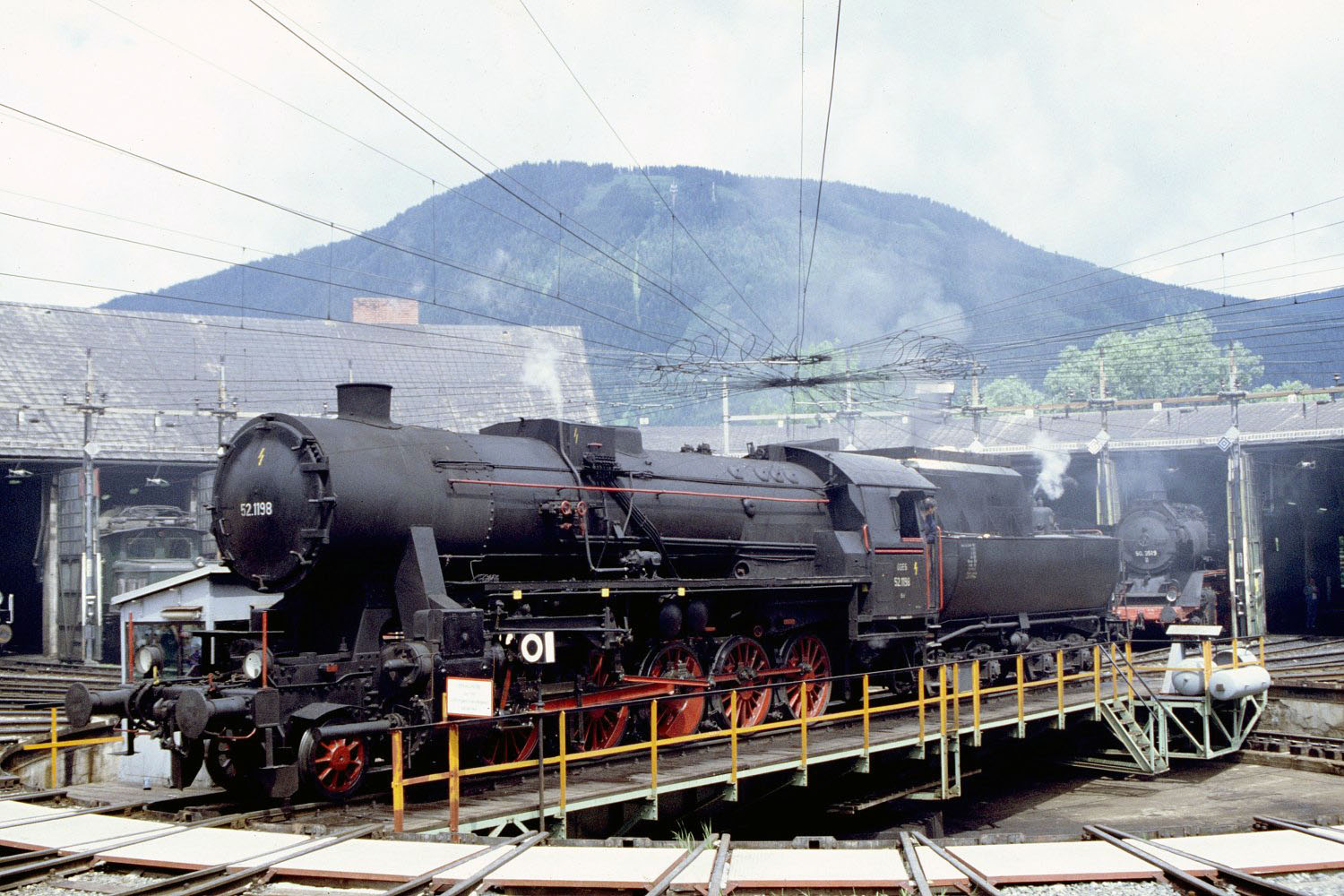
Locomotief ÖBB 52.1198 op de draaischijf te Selzthal (Oostenrijk)
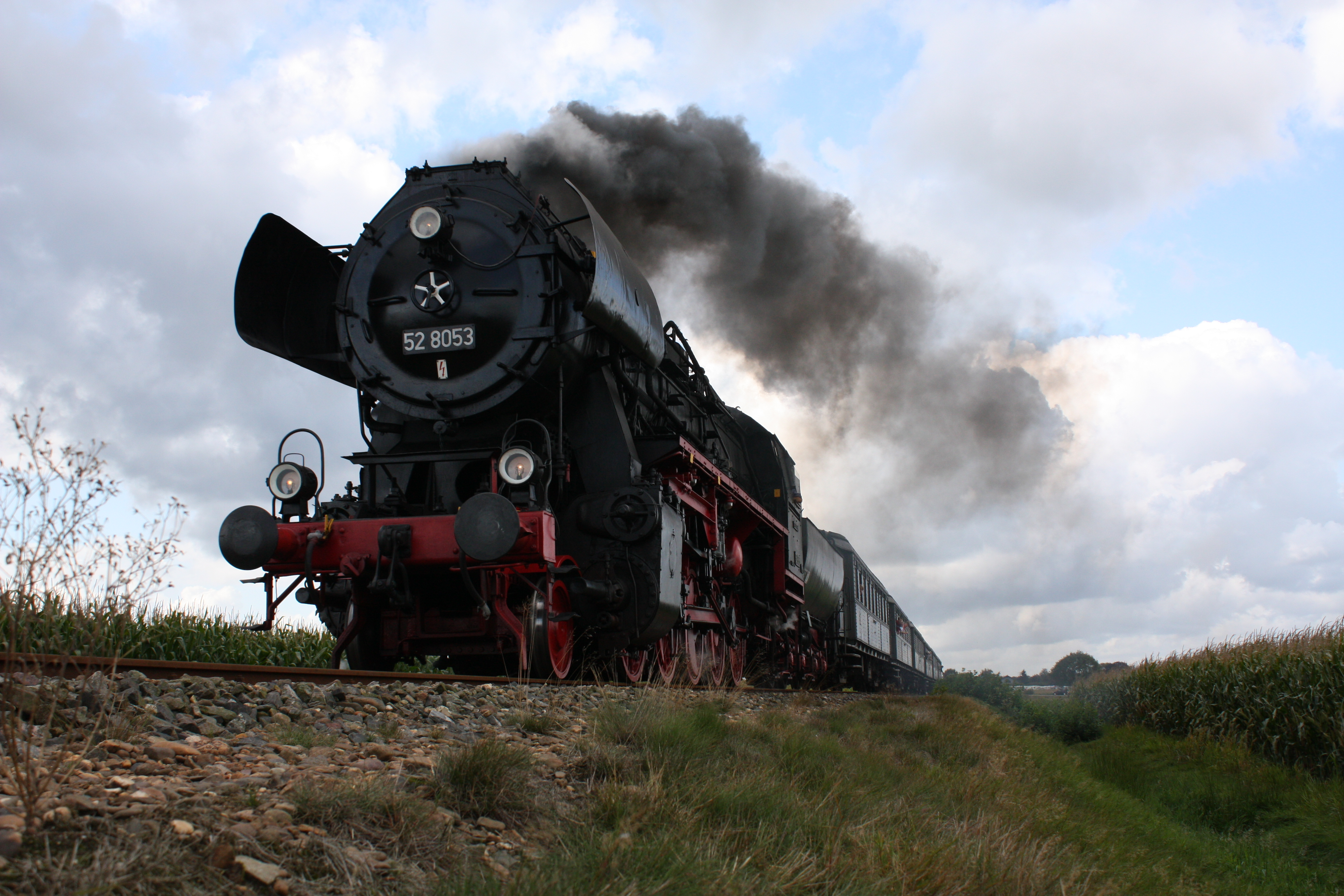
Stoomlocomotief 52 8053 van de Veluwsche Stoomtrein Maatschappij
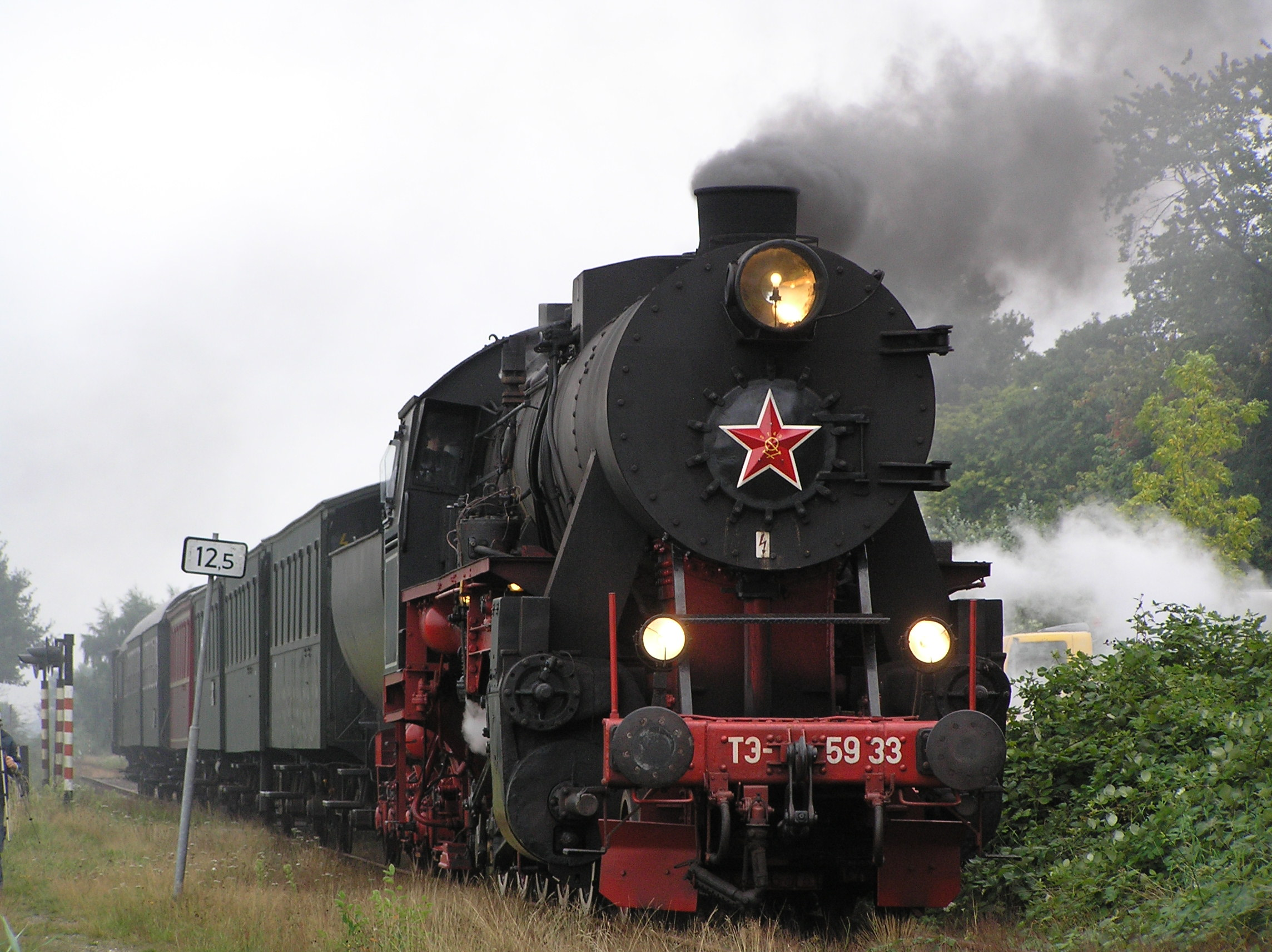
Stoomlocomotief TE 5933 van de Museumspoorlijn STAR
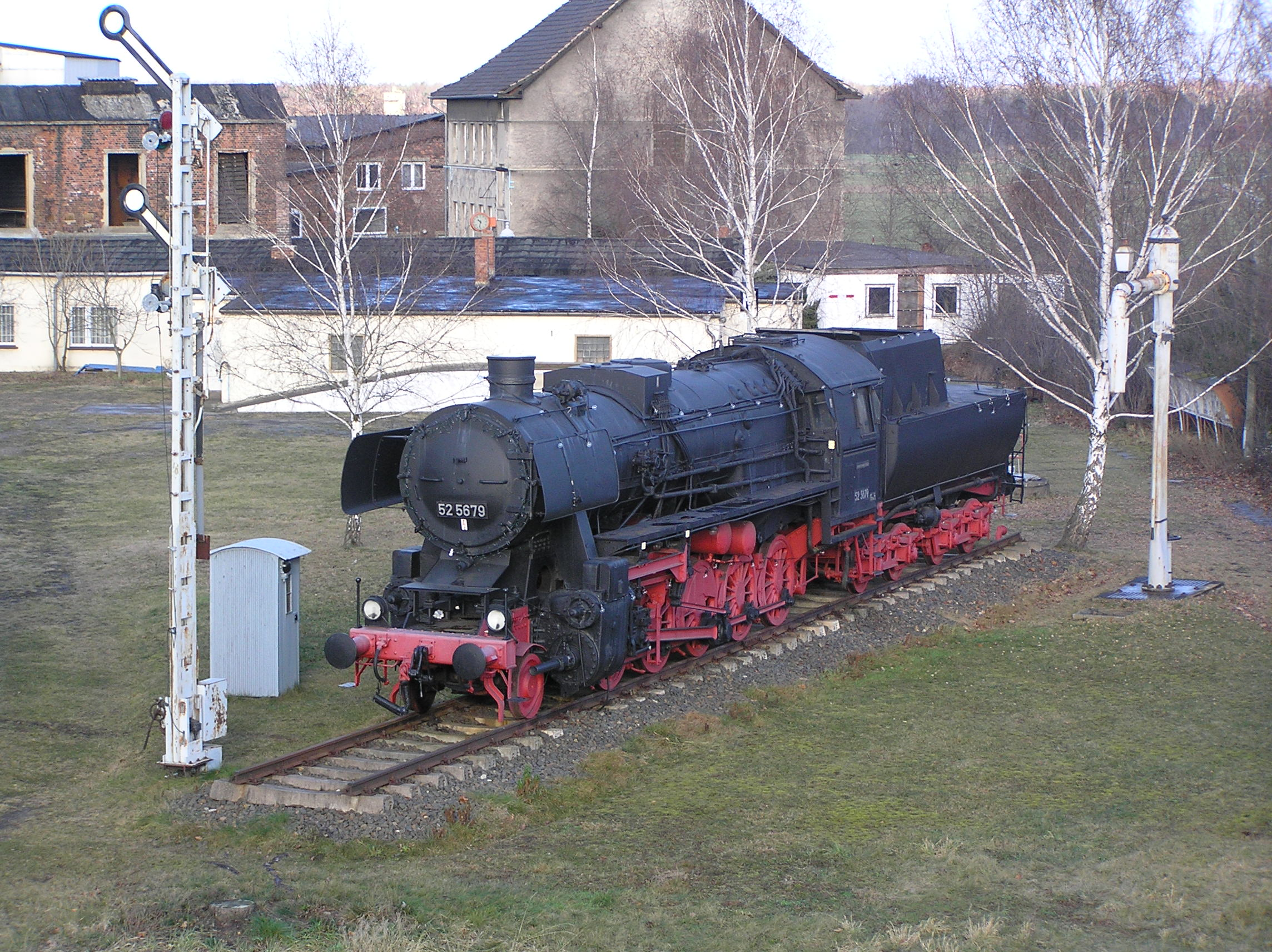
Stoomlocomotief 52 5679 als monument te Falkenberg
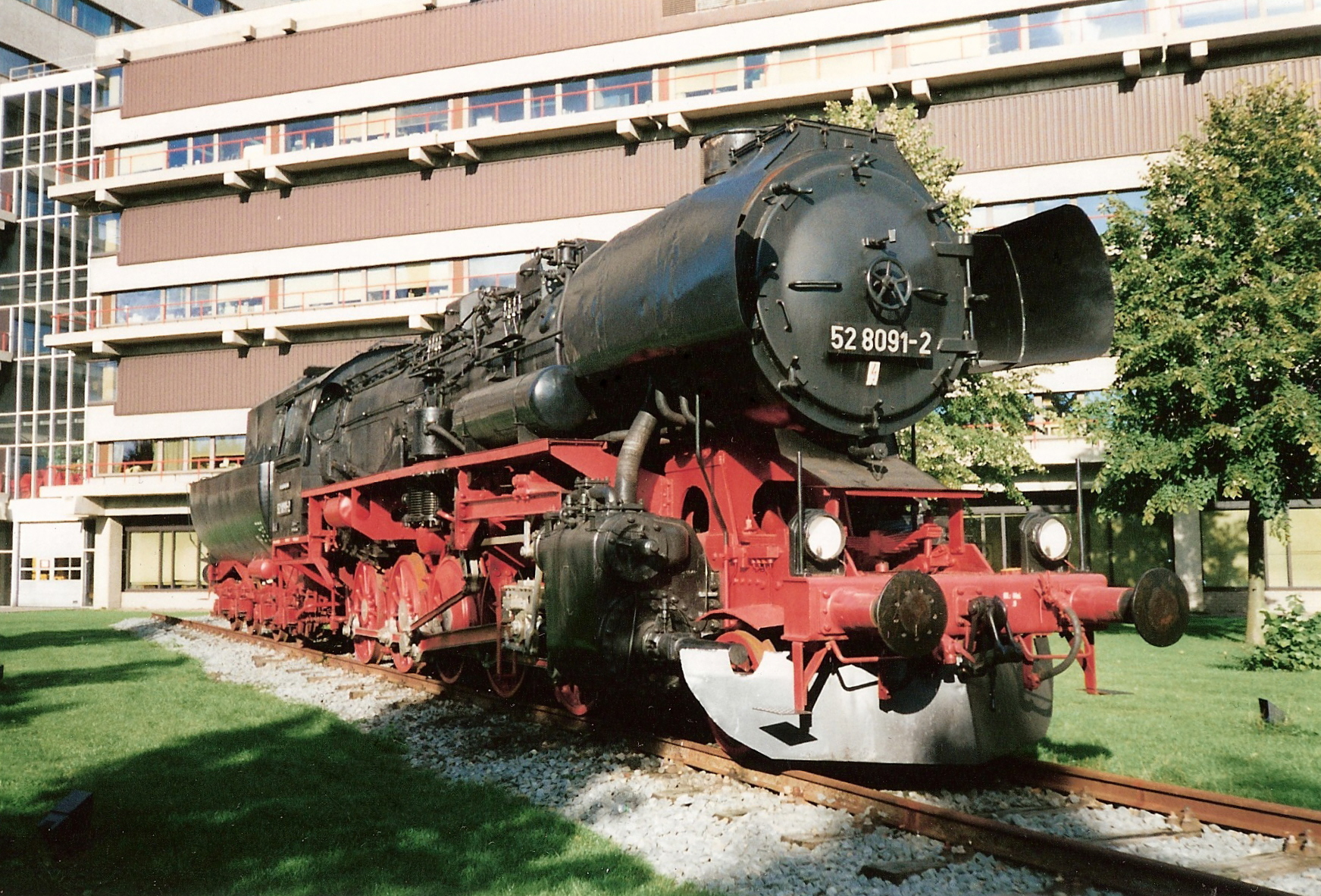
Stoomlocomotief 52 8091 als monument voor het AMC te Amsterdam
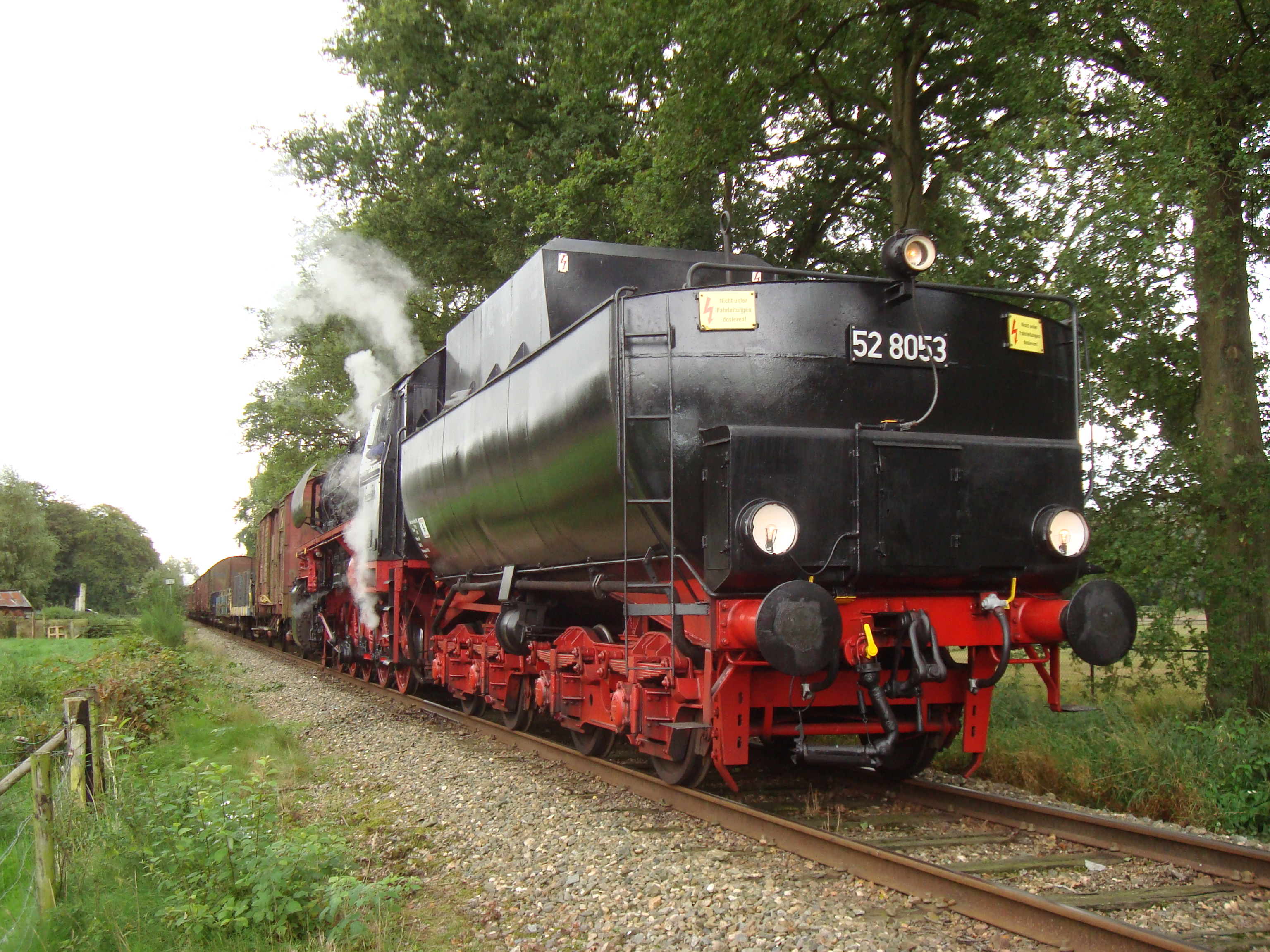
VSM stoomloc 52 8053 met de wannentender voorop bij 'Terug naar toen' 2009
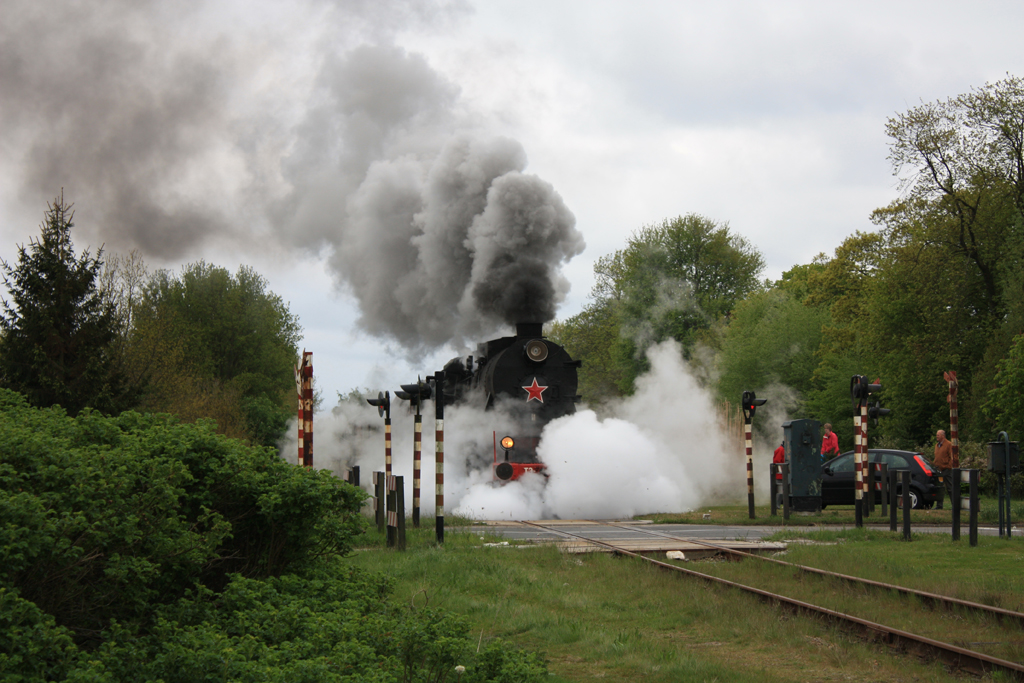
Stoomlocomotief TE 5933 van Museumspoorlijn STAR vertrekt te Wildervank
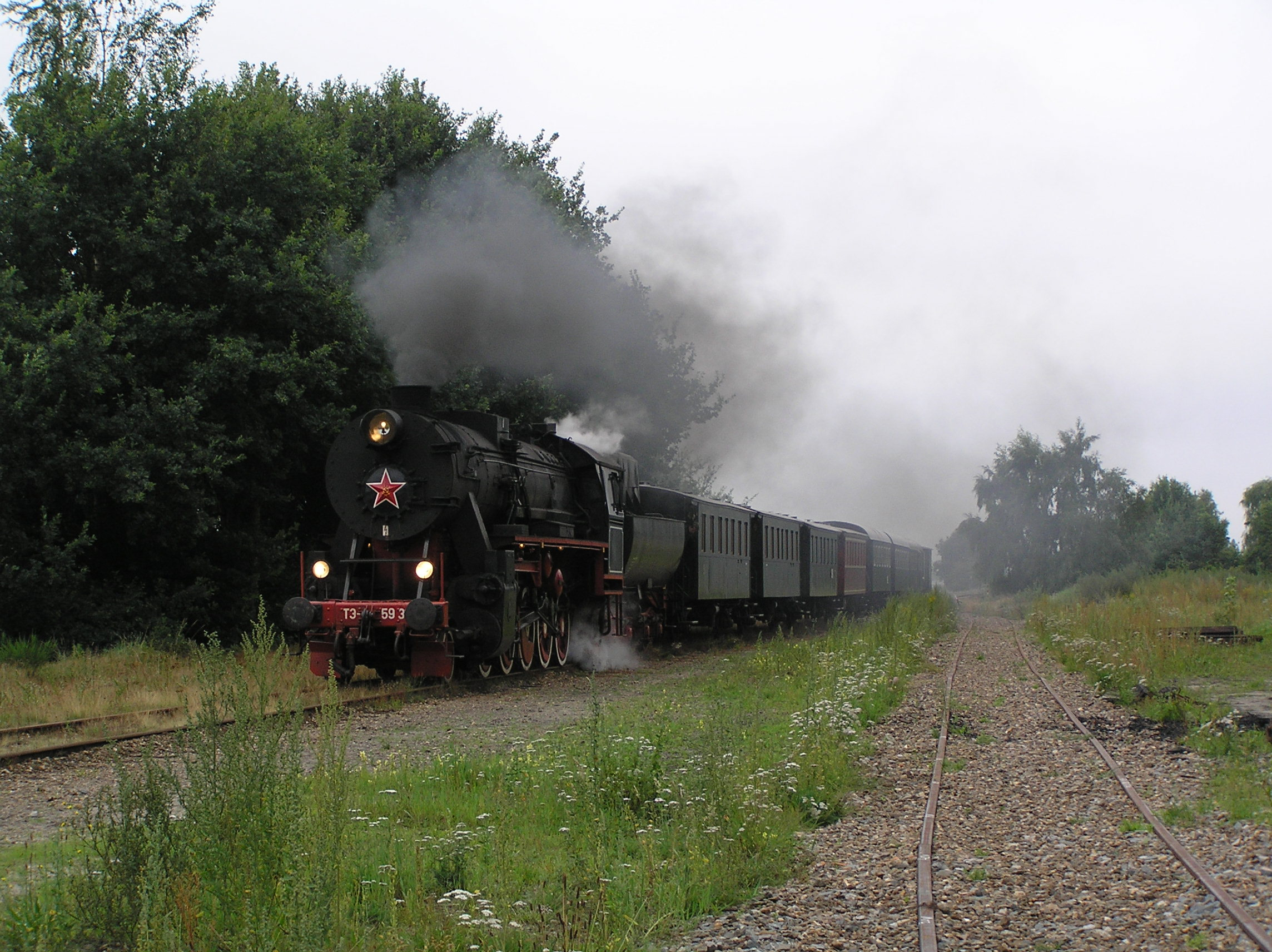
Stoomlocomotief TE 5933 van Museumspoorlijn STAR komt aan te Wildervank
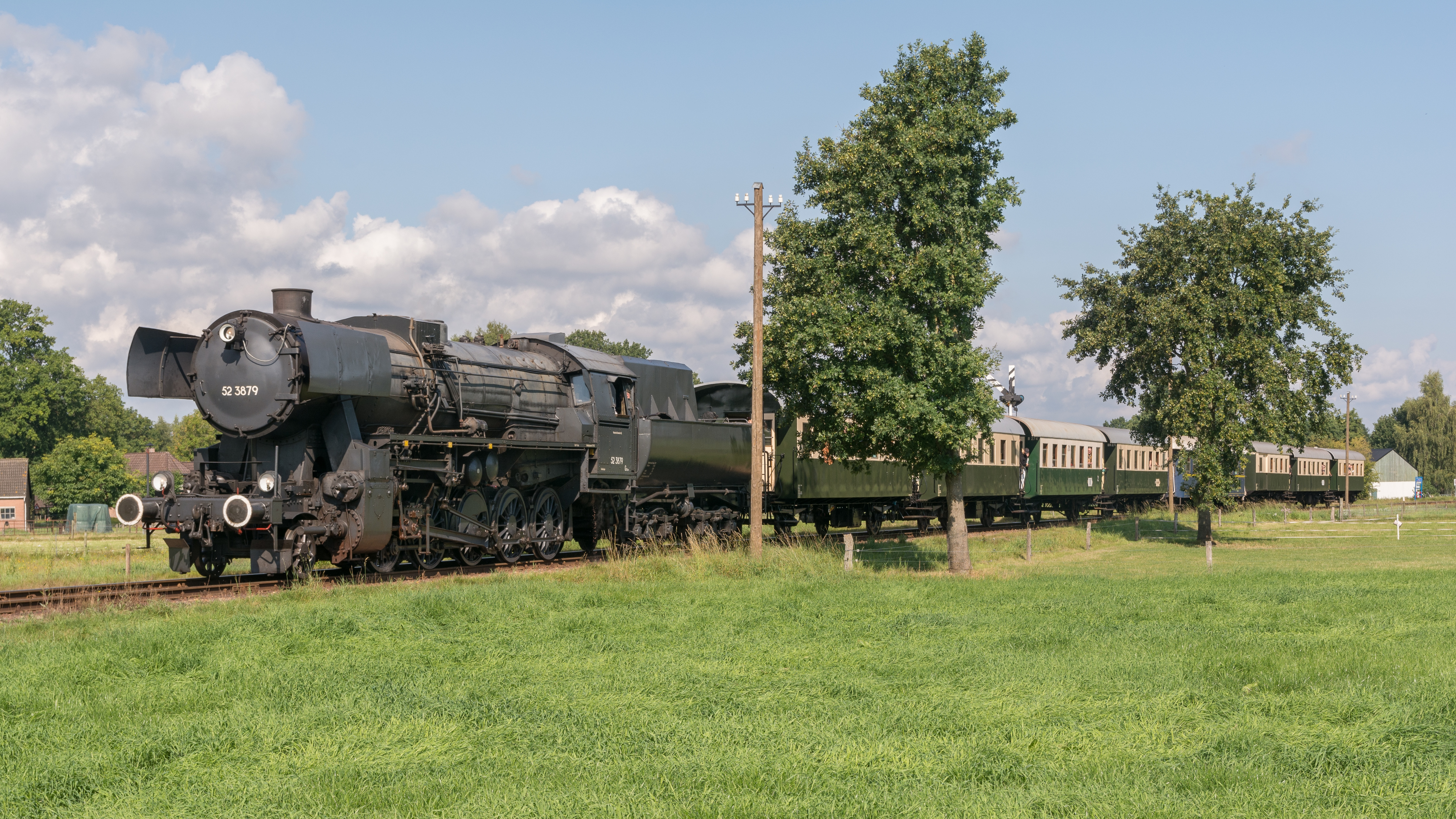
Br 52 in het grijs (52 3879 van de VSM te beekbergen)

In dit overzicht staan eveneens treinen van de Deutsche Bundesbahn (DB) en van de Deutsche Reichsbahn (DR)